# Verteidigungsministerium (Italien)

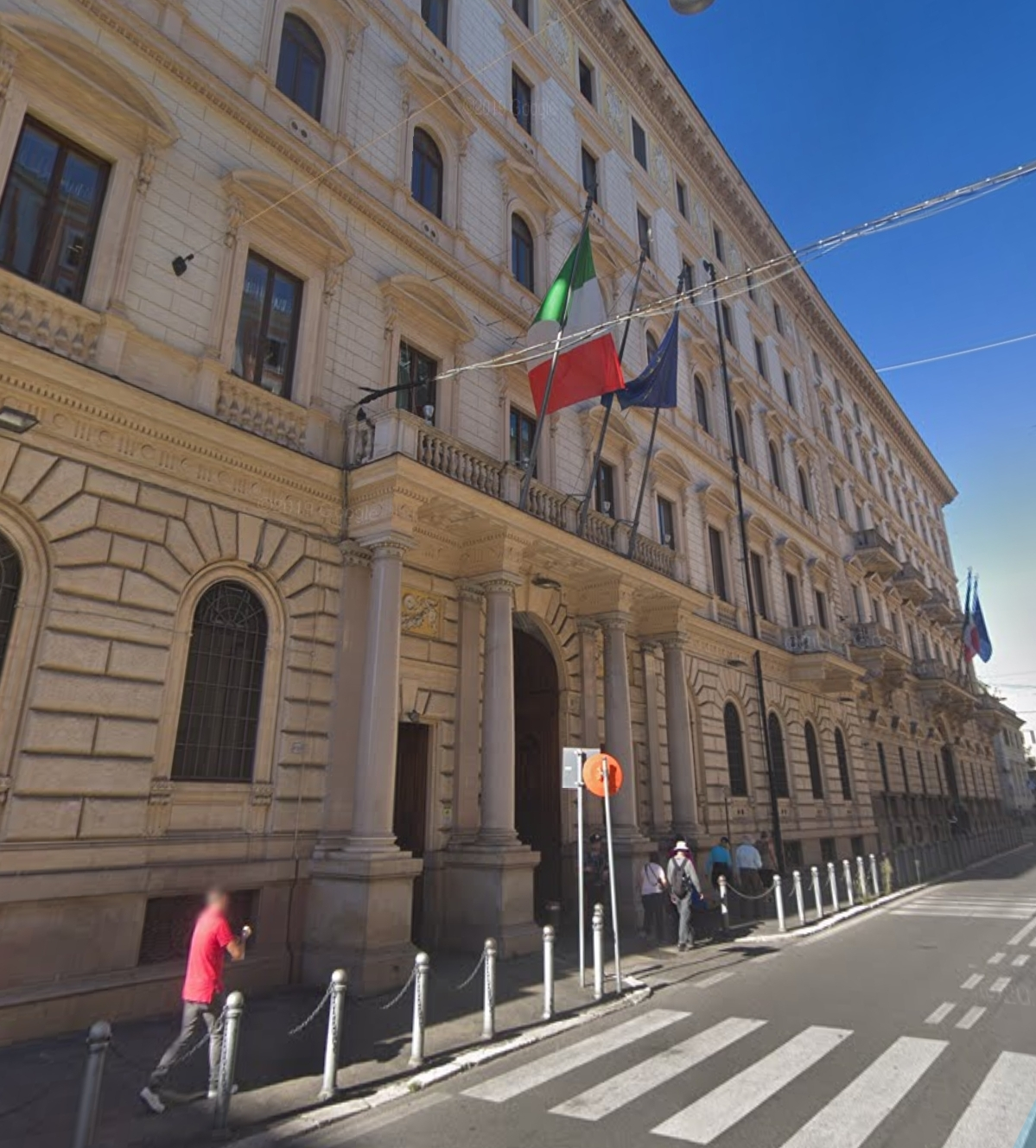
Das Verteidigungsministerium in der Via Settembre in Rom: Im Vordergrund Palazzo Baracchini und Palazzo Caprara, Sitz des Verteidigungsministers und der politischen Führung; nicht sichtbar gegenüber: Palazzo Esercito des Heeres

Dienstflagge des Verteidigungsministers

Das italienische Verteidigungsministerium (italienisch Ministero della Difesa) ist ein Ministerium der italienischen Regierung. Es ist für die Verteidigungspolitik Italiens und die Streitkräfte des Landes zuständig. Seinen Hauptsitz hat es in der Via XX Settembre in Rom. Der amtierende Verteidigungsminister ist Mitglied im „Obersten Verteidigungsrat“ (Consiglio Supremo di Difesa), dem der italienische Staatspräsident vorsitzt.

## Organisation
Die politische Führung besteht aus dem Minister und zwei oder drei Staatssekretären. Letztere sind in Italien keine Beamte, sondern Politiker. Unterhalb der politischen Führungsebene gliedert sich das Ministerium in einen militärischen und in einen administrativen Bereich, dazu kommen einige nachgeordnete Einrichtungen.

### Militärische Organisation
An der Spitze der Streitkräfte steht der Generalstab der Streitkräfte. Der Generalstabschef ist für die militärische Gesamtkonzeption der Streitkräfte und für die Einsatzführung verantwortlich. Dem Generalstab unterstehen der militärische Nachrichtendienst, das Spezialkräftekommando und das Einsatzführungskommando in Rom-Centocelle, die Generalinspektion für das Sanitätswesen, die Führungsakademie der Streitkräfte und einige andere Einrichtungen. Seit 1997 sind ihm die Stäbe der Teilstreitkräfte Heer, Marine, Luftwaffe und Carabinieri untergeordnet. Davor war er nur primus inter pares.

### Administrative Organisation
Leiter dieser Organisation war bis 2025 der Generalsekretär des Verteidigungsministeriums, der zugleich „Nationaler Rüstungsdirektor“ war. Ihm und seinen beiden Stellvertretern unterstanden die zuletzt neun Abteilungen („Generaldirektionen“ oder „Direktionen“) des Ministeriums, die sowohl für den administrativen, als auch für den Rüstungsbereich zuständig sind:
- Generaldirektion für Militärpersonal (PERSOMIL)
- Generaldirektion für Zivilpersonal (PERSOCIV)
- Generaldirektion für Sozialvorsorge, Wehrpflicht und Arbeitsvermittlung (PREVIMIL)
- Generaldirektion für Dienstleistungen (COMMISERVIZI)
- Direktion für landgestützte Waffensysteme (TERRARM)
- Direktion für seegestützte Waffensysteme (NAVARM)
- Direktion für luftgestützte Waffensysteme (ARMAEREO)
- Direktion für Telekommunikation, Informatik und Zukunftstechnologien (TELEDIFE)
- Direktion für Infrastruktur (GENIODIFE)

2023 wurde das Amt des Generalsekretärs und Nationalen Rüstungsdirektors rechtlich, 2025 auch praktisch geteilt: Seither unterstehen dem Nationalen Rüstungsdirektor, in der Regel einem General oder Admiral, die Rüstungsabteilungen, während der in der Regel zivile Generalsekretär für alle anderen Abteilungen des Ministeriums zuständig ist.

### Weitere Organisationen
Zu den weiteren oder nachgeordneten Einrichtungen des Ministeriums gehören unter anderem das zentrale Haushaltsplanungsbüro (BILANDIFE), die Innenrevision und auch die Kriegsgräberfürsorge. Bedeutend ist auch die Militärseelsorge mit dem katholischen Militärordinariat, eigenem Priesterseminar, 16 nachgeordneten Militärdekanaten und den unterstellten Militärgeistlichen. Die Militärgerichtsbarkeit ist organisatorisch Sache des Verteidigungsministeriums. Die Militärrichter und Staatsanwälte sind jedoch in Ausübung ihres Amtes unabhängig und unterstehen in diesem Zusammenhang nur ihrem Selbstverwaltungsorgan Consiglio della Magistratura Militare.
Vor allem in der Vergangenheit hatten die Streitkräfte viele eigene Militärbetriebe, Arsenale, Werkstätten, Laboratorien und dergleichen. Etliche dieser Einrichtungen wurden in den vergangenen Jahren und Jahrzehnten ausgelagert, verkauft oder privatisiert. Was davon beim italienischen Militär noch erhalten geblieben ist, wurde im Jahr 2001 in eine Körperschaft des öffentlichen Rechts namens Agenzia Industrie Difesa überführt, die die unterstellten Betriebe nach privatwirtschaftlichen Gesichtspunkten führen und wettbewerbsfähig machen soll. Die Betriebe sind in vielversprechenden Marktnischen tätig, die auch für das Militär erhebliche Relevanz haben. Es handelt sich um Marinearsenale, chemische, pharmazeutische und grafische Betriebe sowie kleinere spezialisierte Sprengstoff- und Munitionsfabriken.

## Geschichte

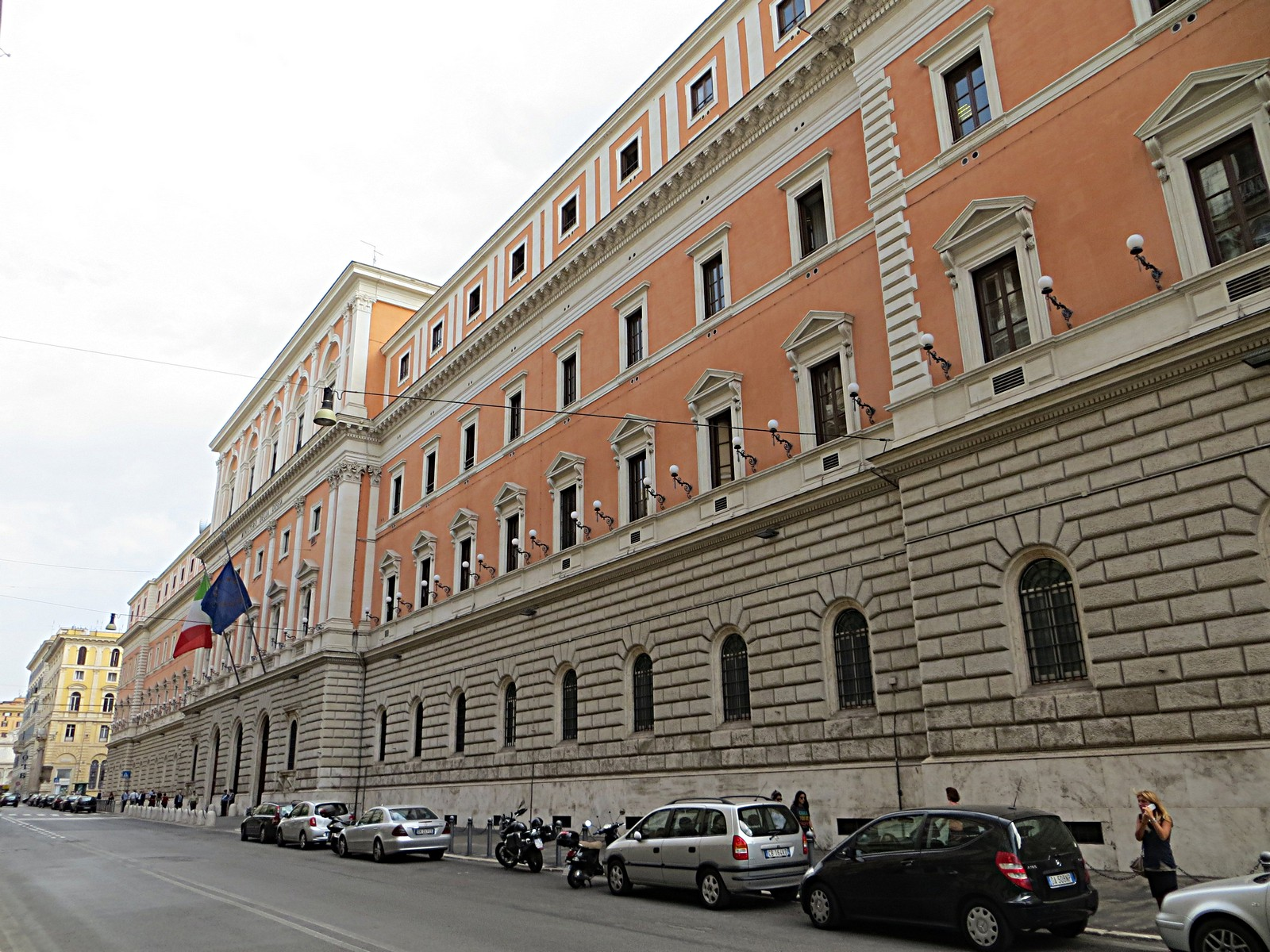
Palazzo Esercito (Heer) in der Via Settembre, ehemals Kriegsministerium

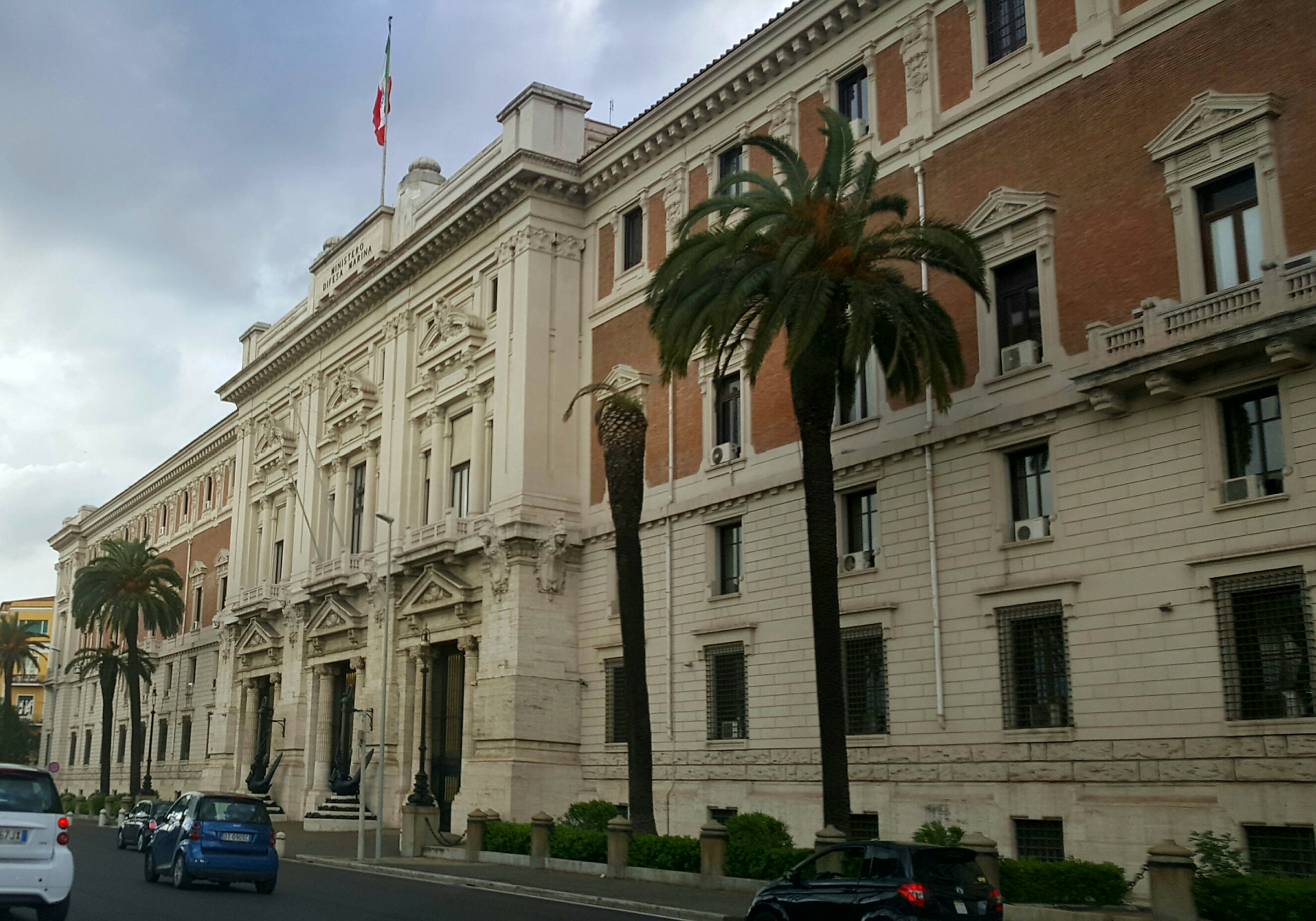
Palazzo Marina (Marine) am Tiber,
ehemals Marineministerium

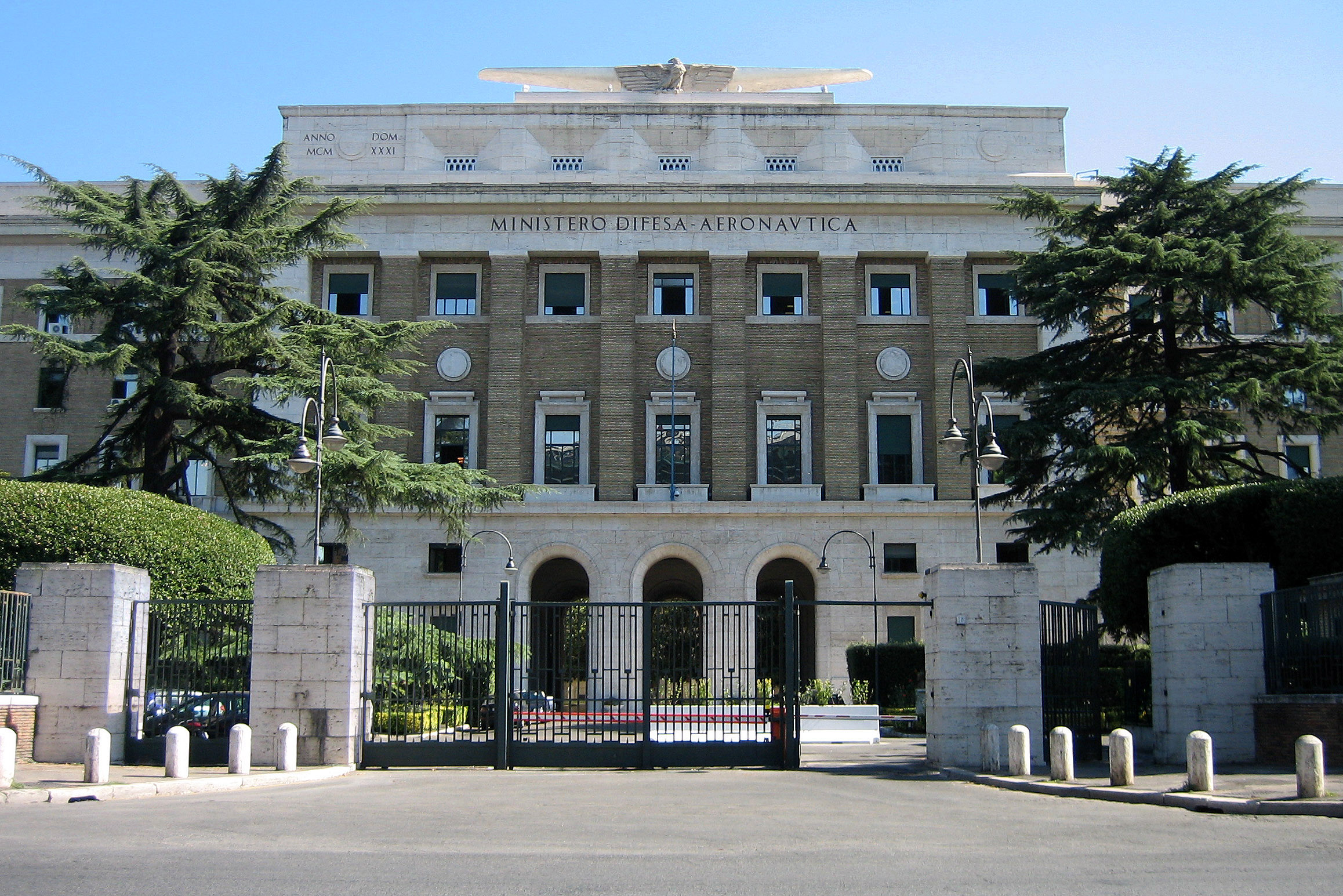
Palazzo Aeronautica (Luftwaffe),
ehemals Luftfahrtministerium

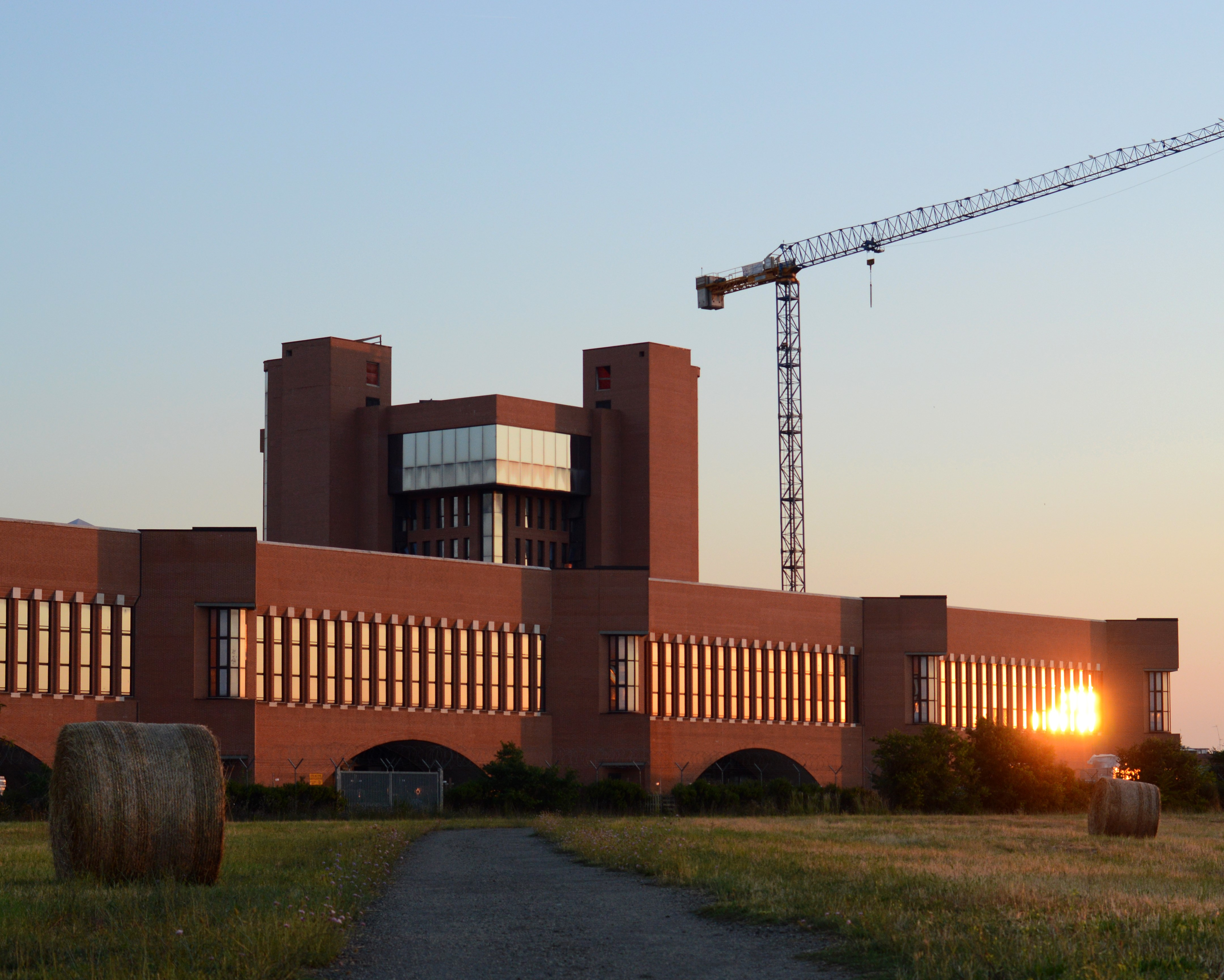
Neubau für Generalsekretariat und Rüstungsdirektion in Centocelle

Die Geschichte des italienischen Verteidigungsministeriums geht zurück auf das im 17. Jahrhundert entstandene Staatssekretariat für Krieg des Königreiches Sardinien-Piemont. Am 17. Februar 1717 stellte es Viktor Amadeus II. den beiden neuen Staatssekretariaten für äußere und innere Angelegenheiten gleich.
Das Königreich Sardinien-Piemont stand ab 1848 an der Spitze der italienischen Einigungsbewegung, in das dann 1861 die alten italienischen Staaten eingegliedert wurden und das damit den Namen Königreich Italien annahm.
Im Zuge der Revolution von 1848 und der oktroyierten Verfassung Karl Alberts (Statuto Albertino) wurden die mittlerweile sieben Staatssekretariate in Ministerien umbenannt. Das Kriegsministerium blieb mit den anderen Ministerien bis 1865 in Turin. Im Zuge der Verlegung der Hauptstadt kam es bis 1870 nach Florenz und dann schließlich nach Rom.
Bereits am 11. Oktober 1850 gliederte man aus dem Kriegsministerium das Marineministerium aus und fusionierte es vorübergehend mit dem Ressort für Handel und Landwirtschaft. Erster Marineminister wurde der spätere piemontesische und erste italienische Ministerpräsident Cavour, der das Amt auch noch 1861 innehatte. Später reorganisierte vor allem Benedetto Brin das Marineministerium. Das Luftfahrtministerium kam am 30. August 1925 dazu, um dessen Ausbau sich bis 1933 insbesondere Italo Balbo kümmerte. Benito Mussolini übernahm diese drei Ministerien von 1933 bis 1943 direkt und damit auch die direkte Verantwortung für die unzureichende Ausrüstung und Ausbildung der italienischen Streitkräfte, deren verantwortungslosen Einsatz und deren Niederlage im Zweiten Weltkrieg. Kriegsbedingt gab es von 1917 bis 1918 und von 1943 bis 1944 noch ein Ministerium für Kriegswirtschaft, das zuletzt Carlo Favagrossa leitete, der schon 1939 als Rüstungskommissar auf die Aussichtslosigkeit der Kriegspläne Mussolinis hingewiesen hatte.
Nach Ausrufung der Republik wurde am 14. Februar 1947 das italienische Verteidigungsministerium gegründet, dessen Leitung fortan zivile Politiker übernahmen. De facto handelte es sich jedoch bis mindestens 1965 um eine Dachorganisation, in der die Ministerialverwaltungen der alten Ministerien der drei Teilstreitkräfte fast unverändert fortbestanden. Gegen erhebliche Widerstände der Teilstreitkräfte wurden 1965 ihre administrativen Abteilungen und ihre jeweiligen Rüstungsabteilungen dem Generalsekretär und Amtschef des Ministeriums unterstellt. Letzterer wurde erst 1978 auch „Nationaler Rüstungsdirektor“, womit er seine zentrale Autorität gegenüber den Teilstreitkräften nochmals verstärkte. Lange Zeit verwaltete er insgesamt 19 Abteilungen, von denen jedoch nur wenige teilstreitkraftübergreifend arbeiteten. Erst die tiefgreifenden Reformen von 1997 gaben dem Ministerium eine wirklich integrierte Struktur.

## Dienstgebäude
Die historische Entwicklung, städtebauliche und finanzielle Gründe haben bewirkt, dass das italienische Verteidigungsministerium kein zentrales Dienstgebäude hat, wie es beispielsweise in den Vereinigten Staaten mit dem Pentagon der Fall ist. In Rom wurden bis 1931 drei Gebäude für die Ministerien der Teilstreitkräfte errichtet, die bis heute dem Verteidigungsministerium als Domizil dienen.
Der Leitungsbereich des Ministeriums befindet sich in der Via XX Settembre, wenige hundert Meter nordöstlich des Quirinalspalastes (Sitz des Staatspräsidenten). Im Palazzo Baracchini hat der Verteidigungsminister seinen Dienstsitz, im angrenzenden Palazzo Caprara befand sich bis 2017 der Generalstab der Streitkräfte. Genau gegenüber liegt der Palazzo Esercito (⊙) mit dem Generalstab der Streitkräfte und dem Heeresgeneralstab. Nördlich der Piazza del Popolo befindet sich am Tiberufer der Palazzo Marina (⊙) mit dem Admiralstab. Der Palazzo Aeronautica (⊙) mit dem Generalstab der Luftwaffe liegt zwischen dem Bahnhof Roma Termini und der Universität La Sapienza.
2016 zog das Generalsekretariat und der Rüstungsbereich des Ministeriums in ein neues Gebäude (Palazzo Guidoni) auf dem ehemaligen Militärflugplatz Rom-Centocelle (⊙). Die oben genannten Verwaltungs- und Rüstungsabteilungen befanden sich davor in den drei Gebäuden der Teilstreitkräfte oder an anderen Standorten. Da in Rom-Centocelle auch das Einsatzführungskommando und weitere militärische Kommandostellen angesiedelt wurden, zeichnet sich dort die Entwicklung eines zentralen Dienstsitzes ab.
Das Generalkommando der Carabinieri an der Piazza Bligny (Villa Ada, ⊙) untersteht dem Verteidigungsministerium nur in militärischer und administrativer Hinsicht, ansonsten dem Innenministerium.